# Рудовозово
Рудовозово ― посёлок в составе Казанцевского сельсовета, Курьинский район, Алтайский край, Россия.

## География, история, инфраструктура
Посёлок Рудовозово находится на реке Белая (приток Локтевки), рядом с селом Казанцево. Это один из старейших населённых пунктов местности, его история связана со строительством и развитием Колывано-Воскресенского завода. Дата образования ― 1730 год.
Уличная сеть
В селе 2 улицы:
| ул. Заречная | ул. Лесная |

Расстояние до
- районного центра Курья 26 км.
- областного центра Барнаул 241 км[5].

Ближайшие населённые пункты
Казанцево 1 км, Каменка 4 км, Ручьёво 4 км, Сидоровка 9 км, Подхоз 11 км, Колывань 14 км, Усть-Таловка 15 км, Саввушка 16 км, Новохарьковка 17 км, посёлок им. 8 Марта 19 км.

## Население
| 1997 | 1998 | 1999 | 2000 | 2001 | 2002 | 2003 |
| ---- | ---- | ---- | ---- | ---- | ---- | ---- |
| 179  | ↘123 | ↗135 | ↘123 | ↘107 | ↘62  | ↗89  |
| 2004 | 2005 | 2006 | 2007 | 2008 | 2009 | 2010 |
| ↘80  | ↘69  | ↗82  | ↘67  | ↗70  | ↘67  | ↘59  |
| 2011 | 2012 | 2013 |      |      |      |      |
| ↗64  | ↘63  | ↘59  |      |      |      |      |

## Туризм
Посёлок известен многочисленными родниками, питающими реки Белую и Локтевку. Родники обеспечивают диких уток, зимующих на незамерзающих водоёмах в Рудовозово, пищей и укрытиями на их берегах.
Рудовозовская родниковая зона (северо-восточная часть села Казанцево) ― уникальный природный уголок Курьинского района. Все родники имеют имена. Один из них ― Семейный, так как состоит из группы источников разного объема и силы потока. В чаше родника насчитывается 16 источников-ключей: один в виде фонтана, самый мощный, вокруг него ― более мелкие ключи. Чистую, прозрачную родниковую воду используют местные жители. В полутора километрах к востоку от поселка Рудовозово расположена пещера Родниковая. Полости пещеры — бывшее русло иссякшего десятки лет назад крупного подземного источника. Школьники «Казанцевской СОШ» под руководством школьного учителя-историка Егоиа С. исследуют родники возле села, участвуют в конкурсах на получение Губернаторского гранта, планируя составить путеводитель «Ключи — живые источники рудовозовской родниковой зоны», исследуют пещеры возле села.